# Fernando del Paso
Fernando del Paso Morante (media) (n. 1 aprilie 1935, Ciudad de México, Mexic – d. 14 noiembrie 2018, Guadalajara, Jalisco, Mexic) a fost un scriitor și poet mexican. 

## Biografie
Fernando del Paso Morante a studiat doi ani economia la Universidad Nacional Autónoma de México (UNAM). Timp de 14 ani a trăit în Londra, unde a lucrat pentru British Broadcasting Corporation (BBC), și în Franța, unde a activat pentru Radio France Internationale. Din 1989 până în 1992 a fost în Paris, de asemenea, Consul General mexican.
În 1992 se întoarce în Mexic și preia conducerea la Biblioteca Iberoamericana "Octavio Paz" a Universității  din Guadalajara. Din 1996 până la moartea sa a fost membru în Colegio Nacional de México.

## Opera

### Novelă
- José Trigo (1966)
- Palinuro de México (1977)
- Noticias del Imperio (1987)
- Linda 67. Historia de un crimen (1995)

### Poezie
- Sonetos de lo diario (1958)
- De la A a la Z (1988)
- Paleta de diez colores (1990)
- Sonetos del amor y de lo diario (1997)
- Castillos en el aire (2002)
- PoeMar (2004)

### Teatru
- La loca de Miramar (1988)
- Palinuro en la escalera (1992)
- La muerte se va a Granada (1998)

### Povestire
- Cuentos dispersos (1999)

### Eseu
- El coloquio de invierno, con Carlos Fuentes y Gabriel García Márquez (1992)
- Memoria y olvido. Vida de Juan José Arreola (1920-1947) (1994)
- Viaje alrededor de El Quijote (2004)
- Bajo la sombra de la historia. Ensayos sobre el islam y el judaísmo. vol. I. (2011)

### Alte opere
- Douceur et passion de la cuisine mexicaine (1991)
- Trece Técnicas Mixtas (1996)
- 2000 caras de cara al 2000 (2000)
- Castillos en el aire. Fragmentos y anticipaciones. Homenaje a Maurits Cornelis Escher (2002)

## Premii
- 1966: Premio Xavier Villaurrutia de escritores para escritores
- 1976: Mexico Novel Award
- 1982: Premiu Rómulo Gallegos
- 1985: Best Novel Published in France Award pentru Palinurus of Mexico
- 1985: Casa de las Américas
- 1986: Premiul Radio Nacional de España
- 1987: Mazatlán
- 1991: Premio Nacional de Lingüística y Literatura
- 2007: Premul Feria Internacional del Libro (FIL)
- 2007: Denumirea Bibliotecii Universitare Universidad de Guadalajara din Ocotlán (Jalisco) în Biblioteca Fernando del Paso
- 2015: Premiul Cervantes[15]

## Legături externe
- Fernando del Paso Arhivat în 11 martie 2005, la Wayback Machine. (El Colegio Nacional)
- Library and Media Center Fernando del Paso Arhivat în 13 septembrie 2011, la Wayback Machine.
- de Fernando del Paso în Catalogul Bibliotecii Naționale a Germaniei (Informații despre Fernando del Paso • PICA • Căutare pe site-ul Apper)